# Barbara Schrobenhauser
Barbara Schrobenhauser (Traunstein, 1979) is een sieraadontwerper en goudsmid. Zij woont en werkt in München.
Schrobenhauser is opgeleid aan de Staatliche Berufsfachschule für Glas und Schmuck in Neugeblonz (Duitsland) (1995-1998). Van 2001 tot en met 2006 werkte zij voor Grassl-Schmuck in München (Duitsland).
Van 1999 tot en met 2006 werkte Schrobenhauser in deeltijd als goudsmid in Rosenheim en Barcelona. In 2006 vestigde zij zich als zelfstandig sieraadontwerper. Van 2007 tot en met 2013 studeerde zij aan de Akademie der Bildenden Künste te München (Duitsland), waar zij les had van onder anderen Otto Künzli.
Sieraden vervaardigt Schrobenhauser onder meer van handgrepen, zoals trekkoorden van stortbakken op toiletten.

## Tentoonstellingen

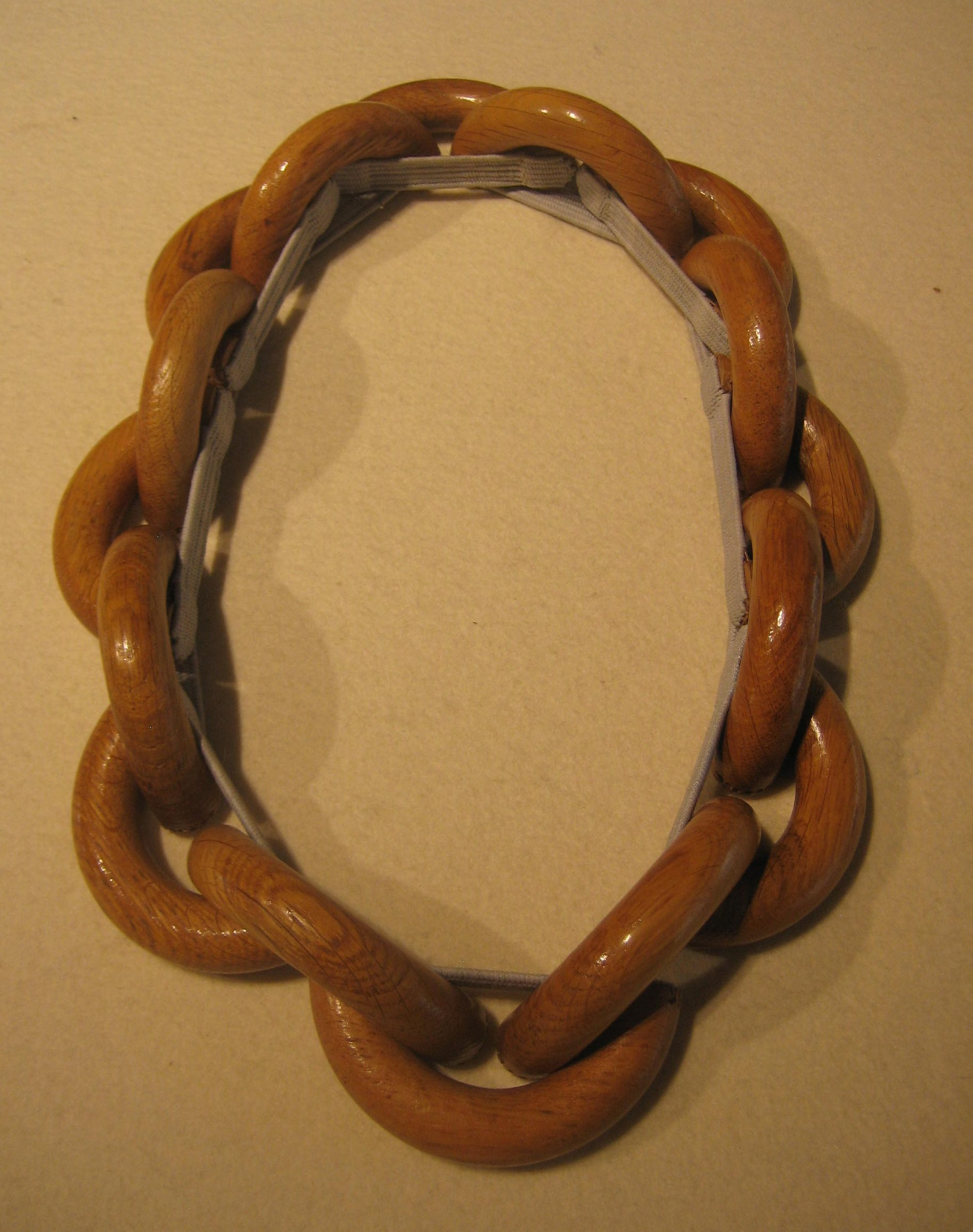
Vom tragen und halten III, halssieraad door B. Schrobenhauser

Sieraden van Schrobenhauser werden door onder meer Galeria Reverso en Galerie Marzee tentoongesteld.

## Prijzen
In 2015 won Schrobenhauser de Bayerischer Staatspreis.
- Gemeinsame Normdatei: 115164966X
- Virtual International Authority File: 8151776684218010664